# أصولية
الأصولية (بالإنجليزية: Fundamentalism) هي اصطلاحٌ سياسي فكري مستحدث يشير إلى نظرة متكاملة للحياة بكافة جوانبها السياسية والاجتماعية والاقتصادية والثقافية نابعة عن قناعة متأصلة نابعة عن إيمانٍ بفكرةٍ أو منظومة قناعات، تكون في الغالب تصوراً دينيًا أو عقيدةٍ دينية. أن الكلمة جاءت من عنوان سلسلة نشرات أو كتيبات سميت الأصول أو الأساسيات والتي ظهرت في الولايات المتحدة الأمريكية خلال الفترة 1910 ـ 1915 م واستخدم فيها مصطلح الأصول ليعنى عناصر العقيدة التقليدية أي النص كوحي وسلطة، وألوهية المسيح ومعجزة إنجاب مريم العذراء وغيرها من الثوابت التي يراها الأصوليون المسيحيون اليوم.

## الأصولية في الفقه الإسلامي
الأصولية لغةً من الأصل، وهو قاع الشيء وما يبنى عليه غيره، سواء أكان حسياً كالأساس الذي يشيّد عليه البناء فهو أصله، أم عقلياً كبناء الأحكام الجزئية على القواعد الكلّيّة. والأصولية اصطلاحاً من «الأصول» المتعلقة بعلوم دين. ويطلق لفظ «الأصول» على مصطلحات مختلفة أشهرها ما يدل على ثلاثة من العلوم الإسلامية هي: أصول الدين وأصول الحديث وأصول الفقه. ويسمى علم أصول الفقه، غالباً، علمَ الأصول، ويعرَّف بأنه العلم بقواعد الفقه الإسلامي وبالأدلة التي تؤدي إلى تقرير الأحكام الشرعية وبمناهج استنباطها.
ولكلمة أصول التي ينسب إليها الأصولي، في الفقه الإسلامي خمسة معان هي:
- ما يقابل الفرع: الخمر أصل النبيذ، أي إن حكم النبيذ مستفاد من حكم الخمر.
- ما يدل على الرجحان : الحقيقة أصل المجاز، أي إذا تردد الأمر بين حمل الكلام على الحقيقة وحمله على المجاز، كان الحمل على الحقيقة أرجح.
- الدليل، أي الكاشف عن الشيء والمرشد إليه.
- القاعدة، أي الركيزة التي يرتكز الشيء عليها: بني الإسلام على خمسة، أي على خمس قواعد.
- ما يُجعل لتشخيص بعض الأحكام الظاهرية أو الوظيفية.

والقاعدة الأصولية، بخلاف القاعدة الفقهية، لا تنتج إلا حكماً كلياً، ولا يتوقف استنتاجها على قاعدة فقهية بخلاف العكس. ولا تتصل بعمل العامة، بل بعمل المجتهدين أو العلماء.
ولمّا كانت العقائد، في الإسلام، ثابتة بطريق قطعي هو القرآن الكريم، إذ هو المقطوع به وحده في الجملة والتفصيل، فإن الآراء المتباينة في العقائد تسمى «مذاهب». وأتباع كل مذهب يعتقدون أن مذهبهم صواب يحتمل الخطأ، ومذهب غيرهم خطأ يحتمل الصواب. والغلاة في كل مذهب يعتقدون أن مذهبهم صواب لا يحتمل الخطأ، ومذهب غيرهم خطأ لا يحتمل الصواب. ويوصف هؤلاء وأولئك بالأصوليين، مع فارق التعصب والغلو. ويرى بعضهم أن الحق يتعدد في المسائل الاجتهادية، أما الحق في المسائل الاعتقادية فواحد لا يتعدد، وكل ما سواه باطل. لذلك أدى الاختلاف في أمور العقائد إلى تعدد المذاهب وتفرق الفرق في جميع الأديان بلا استثناء. ولكل مذهب أصوله وأصوليوه.
في الإسلام الحنيف تجتمع المذاهب والفرق على القرآن الكريم، على اختلاف في التفسير والتأويل، وعلى السنة النبويّة، على اختلاف في التعديل والتجريح، وعلى إجماع الصحابة والتابعين. فالأصول عند أهل السنة والجماعة، مثلاً، هي القرآن الكريم والسنة النبوية وما أجمع عليه الصحابة والتابعون، أو ما استقرت عليه المذاهب الأربعة: المالكي والشافعي والحنبلي والحنفي. وعند الشيعة الإمامية، إضافة إلى ذلك، «الأصول الأربعمئة» وهي الأحاديث التي رويت عن جعفر الصادق الذي ينسب إليه المذهب الجعفري.
وتجدر الإشارة إلى اختلاف معنى الأصولية في الثقافة العربية الإسلامية عنه في الثقافات الأخرى، وإلى اختلاف معناها في الماضي عنه في الحاضر، ولاسيما ما يشيع اليوم في لغة الصحافة عامة والصحافة الغربية خاصة، عندما تتحدث عن «الأصولية» وتقصرها على نزعة «التعصب» والتشدد عند «الأصوليين الإسلاميين» ولعل أهم المعاني التي تنطوي عليها «الأصولية» في الثقافة العربية الإسلامية، معنى «التأصيل»، أي إرجاع الأحكام العملية الجزئية إلى القواعد الكلية، وإضفاء صفة الشرعية، أي موافقة الشرع، على الأعراف والقوانين والمواضعات وأنماط السلوك الاجتماعي والسياسي التي يفرضها التقدم وتغيُّر الأحوال، حتى تصبح جزءاً من حياة المجتمع المعني. ويتم ذلك بإرجاع كل منها إلى أصل من الأصول المعروفة في مرحلة التأسيس، أو إلى قاعدة من القواعد الكلية التي لا يدانيها الشك، كإرجاع الديمقراطية إلى الشورى، مثلاً. وهذا الإرجاع هو نوع من تأسيس ديني وفقهي للأفكار والمفاهيم الجديدة يقوم على تضمين المفهوم الجديد معنى تراثياً وتحميل الأصل القديم دلالة توحي باحتمال تفرّع الجديد عنه واشتقاقه منه.
والأصولية، في السياق التاريخي، تعني العودة إلى ما تعدُّه جماعة معيّنة أو أمة معينة أساساً لهوِّيتها الثقافية، عودة تمليها الحاجة إلى توكيد الهوية الثقافية والحضارية والدفاع عنها إزاء تحد أو انتهاك خارجيين. وبحسب مقتضيات العودة إلى الأصول وإلى مرحلة التأسيس، أو «العصر الذهبي»، تكون الأصولية إما قوامها الحنين إلى الماضي الذي يصير معياراً ذاتياً ينكشف في ضوئه فساد الحاضر وانحطاطه، أو تكون إصلاحية ومستقبلية قوامها تأصيل المنجزات الثقافية والعلمية والتقنية والأفكار والمفاهيم السياسية المعاصرة بغيةَ إدماجها في المجال الثقافي الخاص بالجماعة أو الأمة المعنية، لتحقيق ضرب من التكيُّف مع العصر، وضرب من التواصل التاريخي، يمنحان الجماعة أو الأمة شعوراً بذاتيتها واستقلالها وفرادة شخصيتها الحضارية. بهذا المعنى الأخير، لا تنفصل الأصولية عن «الوعي الذاتي» الذي يحدد رؤية الجماعة لذاتها وللآخر، ورؤيتها للعالم وللتاريخ. وبحسب مقتضيات العودة إلى الأصول ودواعيها تكون الأصولية إما حركة إصلاح وتجديد وإعادة تأسيس عملية وإيجابية، أو حركة احتجاج ذاتية وسلبية.
ليست الأصولية مقصورة على دين أو مذهب أو عقيدة سياسية، ولا على أمة من دون سواها. فلكل دين أو مذهب ولكل عقيدة سياسية (أيديولوجية)، في كل أمة من الأمم، أصوليتها وأصوليوها. وقد كانت الأصوليات، في التاريخ حركات إصلاح وتجديد، وحركات «إصلاح مضاد» تتسم كل منها بسمات مجتمعها وخصائص عصرها. أما لفظ «الأصولية» الإسلامية الشائع اليوم فيقصد به الحركات الدينية التي تسمي نفسها «الصحوة الإسلامية»، وهي حركات وأحزاب سياسية تتخذ من الإسلام الأصولي منطلقاً لدعوتها، وتعاني كغيرها من الأحزاب السياسية تناقضاً بين وعيها الذاتي وحقيقتها الواقعية. ولا يخلو إطلاق اسم «الأصولية» على هذه الحركات والأحزاب الحديثة من انحياز يرمي إلى طمس الفروق بين أنواع الأصولية في التاريخ، وتجريدها من شروط نشوئها وقوانين نموها وتطورها، أو تراجعها وانحطاطها، ورميها جميعاً بالتعصب و«الإرهاب». ومما يلفت النظر، في هذا المجال، تركيز الخطاب الاتهامي على «الأصولية الإسلامية» من دون غيرها من الأصوليات المعاصرة مثل الأصولية (الأرثوذكسية) اليهودية ـ الصهيونية والأصولية المسيحية التي تعرف بالتمامية integrism والأصوليات العنصرية وغيرها.
وليست الأصولية مرادفة للتعصب والتشدد في جميع الأحوال، كما أن العنف ليس صفة ثابتة في الأصولية، بل هو رد فعل من نوع الفعل الذي تُجابَه به غالباً. وإن كان بعضها يتمحَّل له مسوِّغات من جوهر العقيدة، يُقْنع بها محازبيها، ويمنحها نوعاً من «راحة الضمير».

### الأصولية في التاريخ العربي الإسلامي
ظهرت بوادر الأصولية، في التاريخ العربي الإسلامي، في النصف الأول من القرن الأول الهجري (السابع الميلادي)، إذ اتسعت رقعة الدولة العربية الإسلامية في عهد الخليفة عمر بن الخطاب، فشملت العراق وجزءاً من بلاد فارس وسوريا وفلسطين ومصر وجزءاً من شمالي أفريقيا. ثم امتدت، في أواخر القرن الأول الهجري وأوائل الثاني فشملت أجزاء واسعة من آسيا وأفريقيا وجزءاً من أوروبا. ودخلت في ولايتها وعهدها أو ذمتها شعوب وأقوام مختلفة لكل منها تراثه الثقافي وأعرافه وعاداته وتقاليده. وبرزت من جراء ذلك مشكلات اقتصادية وإدارية وتنظيمية جديدة كان لابد معها من مرونة حاذقة في التشريع وفق الأسس التي أرساها الإسلام. كما أخذت بوادر الترف تظهر في الحواضر العربية، ورافقها فساد تسرب إلى تصرفات بعض الولاة وقادة الجند الذين مكنتهم الدعة والمسالمة من الترخص في المتاجرة وتثمير الأموال وتملّك المزارع، وبرزت مسألة الأراضي الزراعية وفيئها مما استثار العصبيات التي قاومها الإسلام، فنهض بعض الصحابة والتابعين يبينون مفارقة تلك التصرفات للمثل الأعلى الإسلامي. وكان من أبرز هؤلاء الصحابي أبو ذر الغفاري رضي الله عنه (ت 32 هـ/652م) الذي اشتهر بدعوته إلى التقى والتقشف مبتدئاً بنفسه.
لذلك برزت الحاجة إلى الاجتهاد في المسائل التي لم يرد فيها حكم شرعي في القرآن الكريم والسنة النبوية.
ويمكن القول إن الأصولية ارتبطت منذ بداياتها الأولى بالتقوى والاجتهاد، فالإيمان معرفة وطاعة، والمعرفة هي الأصل، والطاعة هي الفرع. وانطوت الأصولية كذلك على تواتر دائم بين النقل والعقل. وإذا كان أهل الرأي وأهل الحديث متفقين على أولوية النص الديني، فإن خلافهم تركز على قضية العقل وحرية الإنسان ومسؤوليته عن أعماله.
ولم يبق الاجتهاد محصوراً في مجال التشريع بل تعداه إلى المسائل الفكرية والاعتقادية فظهر مجتهدون في الفكر والعقيدة من أمثال الحسن البصري وواصل بن عطاء وغيرهما، ونشأت بعد ذلك فرق اعتقادية كالمعتزلة الذين يسمون أصحاب العدل والتوحيد ويلقبون بالقدرية والعدلية. وظهرت بإزائهم فرق تقول بنفي الفعل عن العبد وإضافته إلى الله، وهو ما ذهب إليه الخلفاء الأمويون، وكذلك الأشعرية والمرجئة وفرق الخوارج وفرق الشيعة ولاسيم الإسماعيلية وفيهم القرامطة وإخوان الصفا. وتظهر في هذه الفرق، على اختلافها، آثار انفتاح الثقافة العربية الإسلامية على الثقافات الأخرى ولاسيما الفلسفة الهلينية عامة والمنطق الأرسطي خاصة. ويظهر مصطلح الأصول و«أهل الأصول» (الأصوليين) بوضوح عند الشهرستاني في الملل والنحل الذي صنفهم فرقاً ومذاهب متقابلة تَقَابُل التضاد. ولم يخلُ هذا الاختلاف في العقائد والأفكار من وظيفة اجتماعية سياسية أو توظيف سياسي مقترن بالتعارضات الاجتماعية والنزاعات السياسية التي وسمت مرحلة طويلة من التاريخ العربي الإسلامي.
بيد أن «علم الأصول» تأسس بصفته علماً على يد الإمام الشافعي (150-204 هـ/767-820 م) وذلك في رسالته الشهيرة باسم «رسالة في الأصول»، وكذلك أحمد بن حنبل (160-214 هـ/ 780-855 م) أشهر من ناهض المعتزلة حين غدا الاعتزال المذهب الرسمي للدولة العباسية في عهدي المأمون والمعتصم.
وفي العصور المتأخرة من التاريخ العربي الإسلامي ظهر فقهاء ومجتهدون مقلِّدون تبَّنْوا مذاهب السلف فكثرت الشروح والشروح على الشروح، وباتت السلفية صفة فارقة تميز الأصولية المجتهدة والمبدعة من الأصولية السلفية التي نشأت إلى جوارها مذاهب التزهد والطرق الصوفية.
أما في العصر الحديث فتعد الدعوة الوهابية التي ظهرت في الجزيرة العربية ونسبت إلى محمد بن عبد الوهاب (1115-1206 هـ/ 1703 -1792 م) أول حركة سلفية حاربت البدع وتصدت للطُرقية الصوفية. وكان لها تأثير في المغرب العربي في عهد السلطان محمد بن عبد الله (1757-1790 م) وكذلك في عهد ابنه السلطان سليمان (1792-1822 م). وقد تطورت أفكار هذه الدعوة في المغرب على أيدي الشيخ أبي شعيب الدكالي (1878-1937 م) ومحمد بن العرب العلوي (1880-1964 م) إلى أصولية اجتهادية وطنية نشأ في كنفها الجيل الأول من رجال الحركة الوطنية هناك. وقدمت الأساس الفكري العربي الإسلامي للتطلعات الوطنية والنزعة الإصلاحية. ولعل من أهم حركات الإصلاح الحديثة أيضاً الدعوة التي قادها جمال الدين الأفغاني (1838-1897 م) ومحمد عبده (1849-1905 م). ومن أعلامها عبد الرحمن الكواكبي ورشيد رضا وشكيب أرسلان وغيرهم. وقد حاربت هذه الدعوة البدع والخرافات والأوهام، وعملت على التوفيق بين النقل والعقل وبين الدين والعلم الحديث، ورأت أن الحياة الدستورية والتمثيل النيابي والحقوق المدنية والحريات السياسية والنزعة الوطنية القومية المعادية للاستعمار والاستبداد كلها لاتخالف الشرع الإسلامي. وكان لهذه الدعوة أثر بارز في الفكر العربي الحديث بوجه عام وفي الفكر السياسي بوجه خاص في العراق وبلاد الشام والمغرب العربي، وفي مركز الدولة العثمانية أيضاً. وتأثر بها المصلحون وأنصار الدستور (1908-1909). واستمر تأثيرها حتى خمسينات القرن العشرين في فكر أحمد أمين ومحمد حسين هيكل وعلي عبد الرازق وطه حسين وخالد محمد خالد، وغيرهم من رموز الثقافة العربية المعاصرة. وتأثرت بها الأصولية الشيعية في العراق، إذ أفتى مجتهدوها بوجوب محاربة الإنجليز الذين احتلوا العراق في بداية الحرب العالمية الأولى، ودعوا إلى وحدة المسلمين السنة والشيعة لمواجهة الخطر الغربي وإقامة دولة إسلامية دستورية حديثة. كما كان لها تأثير بارز في المغرب العربي تجلى في أفكار خير الدين التونسي الإصلاحية وفي جمعية العلماء في الجزائر.وتعد الحركة المهدية في السودان وموريتانيا، والسنوسية في ليبيا، من الحركات الأصولية الحديثة.

## الأصولية اليهودية أو الأرثوذكسية اليهودية
تعني كلمة الأرثوذكسية العقيدة القويمة أو الرأي القويم. لكن الإصلاحيين اليهود استعملوا هذه الكلمة أول مرة عام 1795 في وصف معارضيهم من اليهود التلموديين وكانت تعني عندهم التزمت والتطرف. وقد قبل التلموديون هذا الوصف وإن كانوا يطلقون على أنفسهم اسم «اليهودية المصدقة للتوراة». ويفرق الأدب الديني اليهودي اليوم بين الأرثوذكسية والأرثوذكسية المتطرفة (هَحَرديم بالعبرية)، إذ تطلق صفة الأرثوذكس على اليهود الذين يعترفون بالصهيونية وبدولة إسرائيل وأغلبهم من أنصار الصهيونية العالمية مثل حزب المفدال (الحزب الديني القومي). أما صفة الأرثوذكسية المتطرفة فتطلق على الذين لايعترفون بالصهيونية العلمانية مثل حزب أغودات يسرائيل وحركة نطوري كرتا (حراس المدينة) وحزب شاس وغيرها.
ظهرت اليهودية الأرثوذكسية رداً على اليهودية الإصلاحية لدرء الخطر الذي يمكن بزعمهم أن يهدد اليهود بالذوبان إذا ما استجابوا إلى دعوة الاندماج في المجتمعات التي يعيشون فيها، فدافعت عن تراث «الغيتو» اليهودي وعن فكرة الانغلاق، وعن الاختيار الإلهي، وحذَّرت من مخالفة القوانين والتقاليد الدينية اليهودية، ورفضت جميع الإغراءات التي أفرزتها دعوة التحرير والمساواة التي تهدد خصوصية اليهود. ويعد الحاخام شمشون رفائيل هيرش (1808-1888م) من أوائل الذين عرضوا أفكار اليهودية الأرثوذكسية بصورتها الحديثة. وقد تركزت دعوته على خلود قيم التوراة والدعوة إلى الانفصال عن شعوب العالم أخلاقياً وروحياً، وإلى تحقيق التوافق بين عيش اليهود في مجتمع ما ورسالتهم اليهودية، وإلى اتخاذ التوراة معياراً للحكم على قيم الحضارة المعاصرة. ولهذه المدرسة أسس عقائدية متطرفة.
استغلت الصهيونية خوف اليهود الأرثوذكس من الذوبان في مجتمعاتهم لتشجيع الهجرة إلى فلسطين التي باتت تضم أكبر تجمع يهودي أرثوذكسي في العالم إذ تقدر نسبة هؤلاء بنحو 40% من المستوطنين في فلسطين المحتلة. وتحمل هذه المدرسة عداوة عميقة للمسلمين بوجه عام وللعرب مسيحيين ومسلمين بوجه خاص. وقد كتب بن غوريون ذات يوم: «على اليهودي، من الآن فصاعداً، ألا ينتظر التدخل الإلهي لتحديد مصيره، بل عليه أن يلجأ إلى الوسائل الطبيعية العادية مثل الفانتوم والنابالم.. فالجيش الإسرائيليهو خير مفسِّر للتوراة» بهذه الكلمات يمكن تلخيص «أصولية» إسرائيل الإرهابية التي وضعت الدين اليهودي في خدمة السياسة الصهيونية ـ الامبريالية والتي تدين واقعياً بدين الرأسمالية العملي. وإن أحكام «الهاخلاه» (القوانين الدينية اليهودية) التي تتطلب إذعاناً كاملاً للشرائع، لا ترفض مبدأ الإكراه الديني للتوصل إلى السلوك المطلوب من «الكافرين بالدين». والصهيونية اليهودية التي انطلقت من أفكار الحاخام يهودا القلعي (1798-1878م) تمثل اليوم، على اختلاف منظماتها، ضرباً من أصولية يهودية متطرفة قضت بأن الاستيطان في فلسطين واجب ديني. وقد تبنى هرتزل أفكارها، ثم تحولت إلى نوع من فلسفة شاملة على يدي أبراهام إسحاق كوك (1865-1935م) الذي أسس أول مدرسة صهيونية دينية في إسرائيل تخرج فيها آلاف من دعاة الصهيونية الدينية وعلى رأسهم زعماء حركة «غوش إيمونيم».
وتتمثل «الأصولية» اليهودية اليوم، على اختلاف اتجاهاتها، في دولة إسرائيل التي يعد الإرهاب عنصراً أساسياً في بنيتها ووظيفتها. وما المجازر التي ارتكبتها إسرائيل في فلسطين المحتلة من دير ياسين إلى المسجد الأقصى إلى الحرم الإبراهيمي، ومن بحر البقر بمصر إلى صبرا وشاتيلا وقانا في لبنان، سوى تعبير عن البنية والوظيفة هاتين.
وثمة قوى دينية غير حزبية معارضة للصهيونية تقول بكفر الدولة وتدعو إلى الانعزال في الغيتو Ghetto منها الطائفة الحسيدية والطائفة الحريدية وطائفة «ساطمر» الحسيدية وجماعة «نطوري كرتا». وهي حركات دينية غيبية تشيع فيها أفكار صوفية حلولية شبه وثنية لا تتطلب إعمال العقل أو الفهم، وإنما تتطلب الاستجابة العمياء. وقد صعدت هذه الحركات من حب اليهود «لأرض إسرائيل» ومن الكره لغير اليهود (الأغيار)، وزادت من حدة النزعة القومية إذ رأت أن الهجرة إلى فلسطين تمثل العلاقة بين خلاص الفرد وخلاص الشعب.

## الأصولية المسيحية
ترجع بدايات الأصولية المسيحية إلى انشقاق الكنيسة إلى كنيستين شرقية وغربية وظهور العقيدة القويمة (الأرثوذكسية) في الشرق، والعقيدة الشاملة (الكاثوليكية) في الغرب. ويمكن رد الخلاف بين الكنيستين، ثم بين التيارات التي ظهرت في كل منهما في القرنين الرابع والخامس للميلاد، إما إلى مسألة الثالوث وصلة الأقانيم فيما بينها أو إلى مسألة طبيعة السيد المسيح. فقد أبت مدرسة أنطاكية أن ترى في يسوع المسيح غير إنسان حلت عليه النعم الإلهية كافة، واستبعدت التراكيب الميتافيزيقية القائلة بالإنسان الإله. وانتشرت هذه الفكرة في ديار النصرانية قاطبة ووصلت إلى الشرق الأقصى. ونشأت في مواجهة هذه التصورات «العقيدة القويمة» التي سعت إلى التوفيق بين النظرية المركزية الإلهية التي تذيب جميع الفوارق في الوحدة الإلهية وتنهي التمايزات التي لاغنى عنها لوجود المسيحية (وحدة الجوهر في اللهواختلاف الأقانيم) وهي الصيغة التي توسلها كيرلس الإسكندري ومجمع أفسس سنة 433م لإدانة نسطور. وأدت الخلافات في الغرب مباشرة أو بطريق غير مباشرة، إلى ضرورة إعادة تأسيس الكنيسة وبناء هرمها، ويعد القديس أوغسطين رائد هذا الاتجاه، فقد رأى في الكنيسة مؤسسة واجبة الوجود لتوزيع النعم الإلهية.
وعزز البابا غريغوريوس الكبير (540-604م) السلطة النهائية للكنيسة. وقد وضعت هذه «العقيدة الشاملة» العقل في خدمة الإيمان، فلا مسّوغ للعلوم، في نظرها، إذا لم تكن مفيدة لعلم الإلهيات وتفسير الكتاب المقدس وتعاليم آباء الكنيسة، وتعليم أصول العقيدة. وقالت: إن جميع المعارف والعلوم تنبثق من مصدر الحقيقة نفسه الذي انبثق منه التنزيل، وجميع المعارف والعلوم تُردُّ إلى حقائق الدين، وهذه تضمّنها الكتاب المقدس. وظل عدم التوازن بين العقل والإيمان قائماً حتى القرن الحادي عشر الذي حاول فيه القديس أنسلم (1033-1109م) إقامة نوع من التوازن بينهما. ففي نظر هذا القديس، تفرض التوراة والأناجيل والكنيسة على الإيمان عقائد محددة مثل عقائد وجود الله التجسُّد، ولا مرقاة للإنسان إليها سوى طريق النقل. ولكن متى وُجد الإيمان مال الإنسان إلى تعقُّل العقائد والبحث عن موجباتها، فالإيمان يتطلب الفهم، وفهم العقائد عن طريق النقل هو وسيط بين الإيمان المحض والمعاينة المباشرة للوجود الإلهي التي وُعد بها المصطفَوْن.
وفي القرن الثاني عشر ظهر «مصنفو الأحكام» الذين يعملون من أجل ضمان الوحدة الروحية للعالم المسيحي، وبإزائهم برزت صوفية الفكتوريين التي رأت أن المثل الأعلى للحياة الترهبية هو العزوف عن مغانم الدنيا والتنسك وصولاً إلى الكمال عن طريق الفقر والعفة والطاعة. مما وضع الكنيسة في مواجهة الرهبانية الصوفية التي تقف على النقيض منها.
في بداية القرن الثالث عشر صادق مجمع ترنت (تورنتو) عام 1215م على وجهة النظر المؤيدة لسلطة البابوات، وأنشأ محاكم التفتيش، وأجاز رهبانيات الصدقة، كرهبانية البندكتيين والفكتوريين. وفي مقابل ذلك ظهرت الحركات المناهضة التي وسمتها الكنيسة البابوية بالهرطقة واشتد نفوذها في الأوساط الشعبية واتجهت جميعها إلى نفي سلطة الكنيسة ونفوذ البابوات ورافق ذلك نوع من التحرر الاجتماعي وازدهار حركة أدبية وفكرية عملت على إحياء تراث العصور القديمة، وكانت كلها تؤذن بقدوم عصر جديد سيطلق عليه اسم «عصر النهضة».
كان القرن الثالث عشر قرن الكاثوليكية الحقة كما وصفه أوغست كونت. ففي هذا القرن اعتلى إنوشنسيوس الثالث كرسي البابوية، وأنشأ ديوان التفتيش لتطهير المجتمع من البدع والهرطقات، والحيلولة دون استقلال العلوم والفلسفة عن الكنيسة. فثَّبت رهبانيات الصدقة الفرنسسكانية والدومينكانية التي ضمت رجالاً قطعوا كل صلة لهم بالاهتمامات الزمنية، وشجع جامعة باريس وسيلة لمذهبة الحياة العقلية حول تعليم العقيدة المقدسة. وفي هذه المرحلة ظهر القديس توما الأكويني الذي حقق في عمله توازناً بين العقل والنقل، بين الفلسفة والدين، انطلاقاً من مبدأ عدم مناقضة الحقيقة لذاتها، فما من حقيقة من حقائق الإيمان يمكن أن تبطل حقيقة من حقائق العقل، وبالعكس. وقد حاول القديس توما الأكويني إعادة تأويل أرسطو مسيحياً دافعاً بالتفكير العقلي خطوة نحو الاستقلال إلى جانب اللاهوت، ومع ذلك قاوم الرشدية اللاتينية التي أدانتها محاكم التفتيش أيضاً.
أما الأصولية الإصلاحية التي أحدثت انشقاقاً جديداً في الكنيسة فقد أطلقتها دعوة مارتن لوثر (1483-1546م) الذي ميز مجال الإيمان من مجال القانون. ففي مجال الإيمان يعيش المسيحي حراً منعتقاً من كل قانون، إنه قس أو كاهن كوني، لكن هذه الحرية ليس لها أي معنى سياسي فهي روحية خالصة وداخلية. أما في مجال القانون فعلى المسيحي أن يطيع السلطة الزمنية طاعة غير مشروطة. وما دام كل مسيحي كاهنَ نفسه فلا حاجة إلى سلطة الكنيسة التي عليها أن تخلي في المجال للسلطة الزمنية. فالكنيسة الحقة هي الكنيسة الخفية ورئيسها الأعلى هو يسوع المسيح. لقد جاء الإنجيل لكل الناس، يفهمه كل مؤمن بحسب قدرته، لذا لابد من إشاعة التعليم وترجمة الكتاب المقدسإلى اللغات التي يتكلمها المؤمنون. وإن العقيدة المسيحية هي التواضع والطهارة والتقوى، والمصدر الوحيد للسيادة والتشريع الروحي وللعقائد والعبادات هو الكتاب المقدس (العهد القديم والعهد الجديد) لأنه موحى به من عند الله، وليس تعاليم الكهنة. وقد ناهضت «اللوثرية»، وكذلك «الكالفنية» المتأثرة بها سلطة الكنيسة، وأكدت قداسة السلطة الزمنية، محدثة فصلاً جذرياً بين الروحي والزمني، رابطة الإيمان بالاستقامة والعمل (العمل عبادة)، فألغت نظام الرهبنة والرتب الكهنوتية وسمحت للقس بالزواج واشترطت فيهم الكفاية الثقافية واللاهوتية والسيرة الحسنة، وعدّتهم موظفين في خدمة الرعية.
استنكرت الكنيسة الكاثوليكية دعوة لوثر وحكم عليه مجمع فورمس (Worms (1521 بالطرد من الكنيسة وعده هرطيقاً، وقضى بحرمانه ومطاردة مؤيديه. غير أن اللوثرية، التي سمت نفسها «الإنجيلية» كانت تحمل في داخلها بذور انقسامها مادامت قد تركت للمؤمنين حرية تفسير الكتاب المقدس وتأويله، وما دامت قد ربطت التنظيم الاجتماعي والسياسي بالعقل البشري الذي يمكنه أن يعمل إيجابياً، من دون أن يستغني عن النظام الروحي أو يستقل عنه. لذلك تكاثرت الفرق اللوثرية (البروتستنتية) حتى بلغت عام 1648 أكثر من 180 فرقة أشهرها الانغليكانية واللوثرية والكالفنية والطهريون (البيورتانيون) والأساسيون والمنهجيون وغيرها. وتجدر الإشارة إلى أن كلمة الأصولية Fundamentalism تشير في اللغات اللاتينية إلى حركة عرفتها البروتستنتية في القرن العشرين تؤكد عصمة الكتاب المقدس عن الخطأ، لا في قضايا العقيدة والأخلاق فحسب، بل في كل ما يتعلق بالتاريخ ومسائل الغيب، كقصة الخلق وولادة المسيح ومجيئه ثانية إلى العالم والحشر الجسدي وغيرها وحاولت تنزيه الكنيسة عما لحق بها من بدع.
ويلاحظ أن أهم الخلافات التي أدت إلى تعدد الفرق المسيحية كانت تدور حول مسائل من النوع الذي أدى إلى اختلاف الفرق الإسلامية كالعقل والنقل والقدرية والجبرية وحرية الإنسان وعلاقة السلطة الزمنية بالسلطة الروحية وغيرها. مما يدفع إلى القول إن الأصولية ظاهرة عالمية وتاريخية لم يخل منها دين من الأديان أو مذهب من المذاهب في أي حقبة تاريخية. وكما في الأصولية الإسلامية، ثمة في المسيحية أصوليات سلفية وأخرى إصلاحية مارست جميعها أو واجهت، درجات متفاوتة من العنف بحسب الأحوال التي نشأت فيها، وأبرز مثال على ذلك الحروب الدينية التي شهدها الغرب. وفي النصف الثاني من القرن العشرين برزت الأصولية الكاثوليكية التي ترى في الكنيسة «شعب الله» وتسعى إلى إقامة عالم كنسي مركزي (حاضرته الفاتيكان) وتضفي على البابا وعلى تعاليمه وتصرفاته صفة القداسة، وتغلق الباب في وجه أي حوار حول مسائل العقيدة أو الحياة الاجتماعية، وتقصر حق تفسير النصوص المقدسة على الكورية Coria البابوية ورجال الإكليروس، وتنسب إلى البابا والكرادلة والمطارنة صفة العصمة، وهي تتسم كغيرها من الأصوليات بالعودة إلى الماضي، وبالرغبة في فرض قانونها عنوةً، وبادعائها امتلاك حقيقة مطلقة وناجزة في شؤون الدين والدنيا.
تجلت هذه «الأصولية» المتشددة في موقف الفاتيكان من لاهوت التحرير في أمريكة الجنوبية بوجه خاص، حتى غدت مرادفة للاهوت الهيمنة مقابل لاهوت التحرير الذي يربط تحرير الإنسان التاريخي اجتماعياً وسياسياً بالتحرر من الخطيئة، ويضع مفهوم الخطيئة الاجتماعية (الفقر والاستغلال والاستعمار والاستبداد) مقابل مفهوم الخطيئة الشخصية (الخطيئة الأصلية)، ويقدمه عليه. ويعمل على تحرير الإيمان من الاستعمار، وعلى تنسيب الثقافة الغربية، للحفاظ على القيمة العالمية للمسيحية بوصفها ديانة شرقية استولى عليها الغرب وطبعها بطابع فلسفته وحقوقه وثقافته، وقدمها على هذا النحو إلى الشعوب الأخرى، في إطار تصوره أنه «مركز» العالم الحديث وسيِّده. وفي هذا السياق يرى الفيلسوف الفرنسي المعاصر روجيه غارودي أن جميع الأصوليات غير الغربية كانت ردود فعل على أصوليات غربية قدمت نفسها بوصفها نموذج التقدم، كالأصولية الوضعية والأصولية العلمانية، أو بوصفها ذات قيمة عالمية كالأصولية الكاثوليكية. وأن الاستعمار الجديد كان نفياً للثقافات الوطنية المحلية، وكانت أصولية «الهوّية» نفياً لذلك النفي، فارتدت هي أيضاً رداء رفض شامل. وهو يرى أن مكافحة الأصولية (بالمعنى المستخدم اليوم في الإعلام الغربي) إنما تبدأ بالنقد الذاتي، وبأن يكافح الغرب أصوليته الخاصة أولاً.
لقد عانت الأمم والشعوب غير الأوربية الأصوليات الغربية التي استهدفت ثقافتها وتاريخها وهويتها الحضارية، ووجودها أحياناً، كما في القارة الأمريكية التي أبيد معظم سكانها الأصليين، وما تزال سياسة التمييز العنصري قائمة إزاء الملونين وغير الأوربيين في الولايات المتحدة الأمريكية. وعانت الأمة العربية هذه الأصوليات بدءاً من الحروب الصليبية وصولاً إلى حركة الاستعمار التي بدأت بحملة نابليون على مصر (1798م) وما رافقها من بعثات «تبشيرية» ومحاولات فرض الثقافة واللغة ونمط الحياة الغربية عليها إضافة إلى الصهيونية وأطماعها في الأرض العربية. و«الأصولية» في كل مكان وزمان تستثير «الأصولية» المضادة وتغذيها. والغرب هو أول من جعل من الأصولية غطاء أيديولوجياً، أو قناعاً لسياسة الاستعمار والهيمنة، وللعنف السياسي وإرهاب الدولة بوجه خاص.

## الأصولية العلمانية
لا تقتصر الأصولية، على الأديان والمذاهب الدينية، بل تتعداها إلى المذاهب الفكرية والأيديولوجيات و«النظريات» السياسية. ومن هذه الأصوليات «الأصولية» العلمانية التي تجعل من العلمانية مذهباً إلحادياً غالباً، في حين هي موقف منفتح إزاء مسائل المعرفة ومسائل الواقع والتاريخ. فهي تحّول ما ليس مذهباً إلى مذهب أو إلى أيديولوجية. ومنها أيضاً الأصولية الوضعية التي تزعم أن بوسع العلم حل جميع المسائل والمشكلات التي تعترض الحياة الإنسانية، وأن ما لايمكن للعلم أن يقيسه ويختبره ويتوقعه هو شيء غير موجود. وبهذا تستبعد أرفع أبعاد الحياة كالإيمان والحب والإبداع الفني والحلم، وتتجاهل الوجه القبيح للتقدم الذي يتجلى في تشييء الإنسان وتدمير البيئة واحتكار الثروة والقوة.
وتعد الأصولية الستالينية، من بعض وجوهها، مظهراً من مظاهر الأصولية الوضعية، ومن وجوه أخرى مظهراً من مظاهر الأصولية العلمانية، إذ قالت باستقرار الكائن الحي وأعلنته حقيقة مطلقة وحولت الإنسان إلى موضوع للعلم، والمجتمع إلى موضوع للإرادة ووضعت الاقتصاد، وليس الإنسان، في مركز دائرة الحياة الاجتماعية والسياسية، ونظرت إلى الغد على أنه «انعكاس» لواقع ناجز ومحدد تحديداً نهائياً. فضلاً عن مقولة «الحتمية» التاريخية التي تجعل منها مذهباً جبرياً (بالمعنى الديني)، وعن نزعتها «القانونية» التي ترى أن هنالك ثلاثة أسس للمادية وأربعة قوانين للديالكتيك. وكذلك الادعاء بامتلاك الحقيقة المطلقة، والسعي إلى فرضها عنوة.
وفي هذا السياق يمكن الحديث عن أصوليات عنصرية أخرى كتلك التي قامت عليها النازية في ألمانيا والصهيونية العالمية، وأصوليات «إثنية» قومية نشطت بعد تفكك الاتحاد السوفييتي والاتحاد اليوغسلافي. كما تجدر الإشارة إلى المكارثية، في الولايات المتحدة الأمريكية، التي كانت نوعاً من «محكمة تفتيش» أخذت على عاتقها ملاحقة المفكرين والمثقفين والسياسيين المعارضين لأيديولوجية الولايات المتحدة الأمريكية وسياستها، وتصفيتهم، ولاسيما في مرحلة الحرب الباردة.